# Рігоберто Сіснерос
Рігоберто Сіснерос (ісп. Rigoberto Cisneros, нар. 15 серпня 1953) — мексиканський футболіст, що грав на позиції захисника.
Виступав, зокрема, за клуби «Толука», «Монтеррей» та «Гвадалахара», а також національну збірну Мексики.

## Клубна кар'єра
У дорослому футболі дебютував 1974 року виступами за команду «Толука», в якій провів чотири сезони, взявши участь у 84 матчах чемпіонату. Більшість часу, проведеного у складі «Толуки», був основним гравцем захисту команди і під час свого прем'єрного сезону виграв з командою титул чемпіона Мексики.
Своєю грою за цю команду привернув увагу представників тренерського штабу клубу «Монтеррей», до складу якого приєднався 1978 року. Відіграв за команду з Монтеррея наступні два сезони своєї ігрової кар'єри. Граючи у складі «Монтеррея» також здебільшого виходив на поле в основному складі команди.
Протягом 1990—1981 років захищав кольори клубу «Універсідад де Гвадалахара», а 1981 року перейшов до клубу «Гвадалахара», за який відіграв ще один сезон. Завершив кар'єру футболіста виступами за команду «Гвадалахара» у 1982 році.

## Виступи за збірну
15 лютого 1978 року дебютував в офіційних іграх у складі національної збірної Мексики в товариському матчі проти Сальвадору (5:1).
У складі збірної був учасником чемпіонату світу 1978 року в Аргентині, де, однак, був запасним гравцем і зіграв лише в останньому матчі проти Польщі (1:3), який вже не мав турнірного значення, оскільки мексиканці достроково втратили шанси на вихід з групи.
Свій єдиний гол за збірну Сіснерос забив 22 січня 1980 року в грі проти Чехословаччини (1:0), а вже за місяць, 28 лютого 1980 року, в матчі проти Південної Кореї (0:1), провів свою останню гру за збірну. Загалом протягом кар'єри у національній команді, яка тривала 3 роки, провів у її формі 8 матчів, забивши 1 гол.

## Титули і досягнення
- Чемпіон Мексики (1):

«Толука»: 1974/75